# Arbujad
Arbujad (literalment, "bruixots" o "endevins", en estonià) fou el nom d'un col·lectiu de vuit poetes estonians, que representaren una nova tendència en la poesia estoniana abans de l'esclat de la Segona Guerra Mundial.

## Membres i programa
El grup literari inclogué els joves poetes estonians Betti Alver, Bernard Kangro, Uku Masing, Kersti Merilaas, Mart Raud, August Sang, Heiti Talvik i Paul Viiding, tots nascuts entre 1904 i 1914. La majoria provenien de l'associació estudiantil Veljesto, activa a la Universitat de Tartu.
El nom Arbujad prové del títol d'una antologia de poemes publicada per Ants Oras el 1938 titulada Arbujad. Valimik uusimat eesti lüürikat ("Endevins. Una selecció de la poesia estoniana més recent"). Tot i que l'obra poètica dels membres del grup no té uns trets unitaris, hi havia el desig compartit d'assolir un pla intel·lectual i emocional més profund. Els poetes eren partidaris de la llibertat i la independència del poble, alhora que s'oposaven a la coacció ideològica i als conceptes totalitaris.
L'ocupació soviètica d'Estònia, dos anys després de la publicació de l'antologia d'Oras, va posar fi bruscament a aquest període de poesia estoniana. Tanmateix, Arbujad va tenir una gran influència en una nova generació de poetes estonians en els anys 60.